# Posta Fibreno
Posta Fibreno és un comune (municipi) de la província de Frosinone, a la regió italiana del Laci, situat a uns 100 km a l'est de Roma i a uns 30 km a l'est de Frosinone.
Posta Fibreno limita amb els municipis d'Alvito, Broccostella, Campoli Appennino, Fontechiari i Vicalvi.
A 1 de gener de 2019 tenia 1.104 habitants.